# Longkeyang
Longkeyang is een bestuurslaag in het regentschap Pemalang van de provincie Midden-Java, Indonesië. Longkeyang telt 3212 inwoners (volkstelling 2010).